# Дефензива
Дефензи́ва (фр. défensive, від фр. défendre — охороняти)
1. (застаріле) оборонна тактика на війні.
2. (пол. defenzywa) охоронне відділення і охоронна поліція в Польській республіці між двома світовими війнами.